# Stebne, Zvenîhorodka
Stebne (în ucraineană Стебне) este o comună în raionul Zvenîhorodka, regiunea Cerkasî, Ucraina, formată numai din satul de reședință.

## Demografie
Componența lingvistică a comunei Stebne
     Ucraineană (98,32%)
     Rusă (1,68%)
Conform recensământului din 2001, majoritatea populației comunei Stebne era vorbitoare de ucraineană (98,32%), existând în minoritate și vorbitori de rusă (1,68%).